# Sin City - Una donna per cui uccidere
Sin City - Una donna per cui uccidere (Sin City: A Dame to Kill For) è un film del 2014 diretto da Frank Miller e Robert Rodriguez.
La pellicola, adattamento cinematografico della graphic novel Una donna per cui uccidere e del racconto Un sabato notte come tanti di Frank Miller, è il sequel/prequel del film Sin City del 2005. È costituito da quattro episodi, due dei quali, Quella lunga, brutta notte e La grossa sconfitta, sono stati scritti appositamente per il film e non sono tratti da nessuno dei fumetti di Sin City.

## Trama

### Una donna per cui uccidere (A Dame To Kill For)
Gli eventi narrati si verificano anni prima di Un'abbuffata di morte. Dwight McCarthy è un fotografo ingaggiato da mogli gelose per scattare foto dei mariti in flagrante adulterio.
Durante il suo ultimo incarico, avendo salvato la giovane prostituta Sally dal suo amante Joey, Dwight la riaccompagna nella Città Vecchia, territorio di dominio delle prostitute. Poco dopo essere tornato a casa riceve una telefonata da Ava Lord, una sua vecchia fiamma mai dimenticata, la quale gli chiede di incontrarlo la notte stessa al Kadie's Bar. Una volta arrivata, la donna chiede perdono a Dwight per aver troncato ogni rapporto con lui per sposare il facoltoso milionario Damien Lord, uomo che la fa vivere nel terrore e la fa seguire ovunque da una minacciosa e violenta guardia del corpo, Manute. Questi arriva al Kadie's Bar, interrompendo la conversazione tra i due e portando via Ava.
Quella notte Dwight non si dà pace e decide di andare a casa di Ava. Una volta arrivato, e trovata la donna nuda e tranquilla in piscina, comincia a scattarle delle fotografie, ma viene scoperto dalla sicurezza e picchiato da Manute, non prima che questi gli distrugga la macchina fotografica. Al suo rientro a casa, trova Ava nuda nel suo letto e, dopo l'iniziale rifiuto dell'uomo, passano la notte insieme. Mentre Ava gli racconta le perversioni del marito e le violenze di Manute, quest'ultimo fa irruzione nell'appartamento e, dopo aver picchiato brutalmente Dwight, accompagna nuovamente Ava a casa sua. Dwight allora decide di chiedere l'aiuto dell'amico Marv, uomo possente e forzuto, per liberare Ava dalle angherie del marito e del bodyguard. Arrivati alla villa comincia una lotta tra Marv e Manute, dove il primo arriverà a cavare l'occhio destro all'enorme guardia del corpo.
Intanto Dwight trova Damien, il marito di Ava, e lo picchia a morte. A questo punto Ava, che ha visto tutto, rivela a Dwight di averlo manipolato per fargli uccidere il marito, uomo del tutto innocente, al fine di intascare l'eredità. Non paga di ciò, apre il fuoco contro Dwight ferendolo gravemente. Marv accompagna Dwight alla Città Vecchia, affidandolo alle cure di Gail, il capo delle prostitute da sempre innamorata di Dwight. Intanto Ava seduce il detective Mort, che segue le indagini dell'omicidio di Damien, e gli racconta di essere stata perseguitata da Dwight dalla fine della loro relazione e che l'uomo era ossessionato da lei al punto tale da uccidere Damien. Dwight, grazie alle cure delle prostitute, guarisce velocemente e telefona ad Ava per dirle che ben presto arriverà da lei assetato di vendetta. Mort, plagiato da Ava, si reca alla Città Vecchia per assassinare Dwight, ma uccide il suo collega Bob che cerca di farlo ragionare facendogli notare che Ava non è del tutto estranea alla vicenda. Dopo essersi reso conto del gesto compiuto e di aver perso la ragione per mano di Ava, Mort si suicida.
Ava per proteggersi da Dwight decide di chiedere l'aiuto del temuto malavitoso Wallenquist, il quale ingaggia un sicario per uccidere Dwight. Manute si reca quindi alla stazione per accogliere il sicario, che altri non è che Dwight stesso, il quale ha subito un intervento di chirurgia plastica. Una volta arrivati a casa Lord, Dwight, pur venendo riconosciuto da Manute, con l'aiuto di Gail, Miho e le altre prostitute, riesce ad annientare la sicurezza della casa. Alla fine Ava, ritrovandosi senza difesa, uccide lei stessa Manute con dei colpi di pistola alla testa e tenta di sedurre nuovamente Dwight, ma, se inizialmente Dwight sembra disposto a perdonarla, successivamente la fredda con un colpo di pistola per poi lasciare la casa con le sue complici prima dell'arrivo della polizia.

### Solo un altro sabato sera (Just Another Saturday Night)
Marv riprende conoscenza mentre è sulla statale che domina i Projects, circondato da giovani morti e incapace di ricordare come ci è arrivato. Marv ricorda di non aver preso le sue medicine per la memoria e con molta fatica ricorda di aver seguito tutta la notte dei ragazzi vandali ma di famiglie ricche che stavano maltrattando un barbone fuori dal Kadie's Bar, conducendo il gruppo nella zona delle case popolari, territorio dove è cresciuto, per poterli definitivamente uccidere aiutato dagli abitanti del posto.

### Quella lunga, brutta notte (The Long Bad Night)
Johnny è un presuntuoso giocatore d'azzardo che si reca nel retro del Kadie's Bar assieme alla spogliarellista Marcie per sfidare a poker il Senatore Roark, l'uomo più potente e malvagio dello stato, usando la donna come distrazione per i giocatori. Roark, dopo essere stato battuto da Johnny, lo cattura per le strade di Sin City dopo una cena con Marcie, per farlo malmenare dai suoi uomini e fargli storcere le dita della mano con cui aveva giocato con una pinza, per poi lasciarlo per strada ferito ad una gamba con un colpo di pistola, non prima di avergli detto di averlo riconosciuto. Infatti Johnny si rivela figlio illegittimo di Roark.
Successivamente, Johnny si reca dallo stravagante dottor Kroenig, il quale gli ripara le dita e gli estrae il proiettile dalla gamba per 40 dollari più le sue scarpe. Successivamente Johnny si reca all'hotel dove aveva appuntamento con Marcie, ma trova la donna uccisa e mutilata da Roark e i suoi uomini. Senza soldi, spaventato e senza scarpe, in quella notte di pioggia, riesce a racimolare qualche soldo grazie alla cameriera Bertha che gli offre una banconota di sua spontanea volontà. Johnny fa quindi ritorno al Kadie's Bar per sfidare nuovamente Roark, battendolo nuovamente. Roark, colpito nell'orgoglio dalla sconfitta, uccide con un colpo di pistola alla testa Johnny per punirlo della sua arroganza e per aver osato sfidarlo, per poi riprendere il gioco con gli altri avversari intimoriti dall'accaduto.

### La grossa sconfitta (The Fat Loss)
L'episodio inizia con la voce narrante di John Hartigan, spiegando che seppur morto, a Sin City neppure la morte dà pace e John viaggia per i meandri della città come fantasma, vegliando su Nancy. Nancy Callahan, la spogliarellista più richiesta del Kadie's Bar, non ha ancora superato dopo quattro anni il suicidio dell'amato John Hartigan, uomo che l'ha salvata da bambina dalle grinfie di Roark Junior (il cui nome era Ethan) il serial killer pedofilo figlio del Senatore Roark, anche se intanto il fantasma di John veglia comunque su Nancy. La donna, intenzionata a vendicare la morte dell'unico uomo che abbia mai amato, ritrovata la vecchia pistola di John e una volta acquisita dimestichezza nell'usarla, decide di uccidere il Senatore Roark, l'unico vero responsabile della morte di John, avendolo indotto a suicidarsi. Roark viene intanto informato della situazione e dei comportamenti strani della donna sul lavoro, che ha ripreso a bere, e del suo atteggiamento disturbato. I suoi uomini lo avvertono anche dell'allenamento di Nancy al poligono, ma l'uomo dimostra disinteresse riguardo alla questione, pur serbando ancora molto rancore per la morte del figlio.
Ossessionata dalle visioni di John e del Senatore che la minaccia di farla soffrire atrocemente, Nancy si sfigura il volto per poi far credere a Marv, che è stato Roark. I due si recano quindi nell'abitazione del senatore, Marv si occupa di uccidere la sicurezza per poter spianare la strada a Nancy, rimanendo però ferito. Nancy nello scontro con Roark sembra uscirne perdente, ma quest'ultimo poco prima di finire Nancy, guarda nello specchio e vede il fantasma di Hartigan, dando così il tempo a Nancy di rialzarsi e ucciderlo con due colpi di pistola.

## Produzione
Le riprese del film si sono svolte tra lo stato della Louisiana ed in Texas, dal 29 settembre 2012 al 22 dicembre dello stesso anno. L'intero film è stato girato interamente in modalità green screen negli studi cinematografici della Miramax. Il film è stato girato in digitale nativo 3D con cineprese Arri Alexa e Red Epic.

### Cast
Il cambiamento di volto di Dwight che avviene nel fumetto viene realizzato nel film con un cambio di attori: Josh Brolin sostituisce Clive Owen, che aveva interpretato il personaggio nel precedente film.
Dennis Haysbert sostituisce Michael Clarke Duncan nel ruolo di Manute dopo la morte di quest'ultimo avvenuta nel 2012. Jeremy Piven subentra invece a Michael Madsen per il personaggio di Bob.

### Post-produzione
La fase di post-produzione è durata quasi due anni; originariamente infatti l'uscita del film era prevista per il 4 ottobre 2013, ma in seguito al lavoro in post-produzione è stata posticipata di un anno circa.

## Distribuzione
Il film, il cui primo trailer è stato diffuso il 6 marzo 2014, è stato presentato al San Diego Comic-Con International 2014, accompagnato da un nuovo trailer esteso, dove erano presenti Frank Miller, Robert Rodriguez ed il cast. Anche in Italia il film è stato presentato in anteprima, a Roma il 15 settembre 2014, dove erano presenti solo i due registi.
La pellicola è stata distribuita nelle sale cinematografiche statunitensi a partire dal 22 agosto 2014, mentre in quelle italiane il 2 ottobre dello stesso anno.

## Accoglienza

### Incassi
Il film ha incassato 39,4 milioni di dollari, di cui 13,7 milioni in patria.

## Casi mediatici
Negli Stati Uniti, il poster-locandina del film, che raffigurava Eva Green vestita solo di una sottoveste trasparente, lasciando intravedere il seno, venne censurato e sostituito con un altro in seguito a una protesta della MPAA.
Nel 2018, il produttore Sergei Bespalov ha citato in giudizio il regista Robert Rodriguez per aver causato ritardi nella lavorazione e nella produzione che hanno portato al superamento di 20 milioni di dollari del budget fissato per la pellicola.